# Opuzen
Opuzen város és község Horvátországban, Dubrovnik-Neretva megyében. 

## Fekvése
Makarskától légvonalban 53, közúton 67 km-re délkeletre, Pločétől légvonalban 11, közúton 15 km-re délkeletre, a Neretva völgyének középső részén, a folyó bal partján fekszik, de a község területe kiterjed a Neretva alsó folyásának egy részére is. A folyó itt ágazik el Kis- és Nagy-Neretvára, kialakítva annak sík deltavidékét, melyet homokzátonyok és kisebb folyóágak tarkítanak és amely terület mára már nagyrészt meliorált. A város fejlődését mindvégig elősegítette, hogy a tengerparti területeket a szárazföld belsejében fekvő Metković-csal és Bosznia-Hercegovinával összekötő forgalmas folyosóban feküdt. A város Dubrovnik-Neretva megye egyik legsűrűbben lakott területe.

## A község települései
Közigazgatásilag Buk-Vlaka és Pržinovac települések tartoznak hozzá. 

## Története
A régészeti leletek tanúsága szerint a város területe már a római korban lakott volt. A Jesenska városrészen 1979-től végzett ásatások is megerősítették, hogy ezen a területen ókori település állt. A leletek alapján arra lehet következtetni, hogy ez a hely nagyon fontos szerepet játszott a térségben. A Blace előtt fekvő Osinj szigete már az ókorban a kereskedelmi gályák kikötőhelye volt, amelyek a Neretva deltájának homokos altalajában talált számos amfora tartalma alapján olajat és más értékes árukat szállítottak. A római jelenlétet igazolja a Podgradina felett magasodó  azonos nevű hegy lábánál található Brštanik várának feltárt legalsó rétege, melynek építészeti elemei a római korra jellemzők. 

Maga Brštanik vára 1254 és 1264 között épült fel a római alapokon. 1383-ban I. Tvrtko bosnyák király hajóépítő műhelyt építtetett itt. A 14. században a Raguzai Köztársaság a mai város helyén fekvő Posrednicán vásáros helyet alapított, ahol állandó őrség állomásozott, ispotály és bírói szék is működött itt. Posrednicát 1472-ben pusztította el a török, mely a 15. század második felében teljesen meghódította ezt a vidéket. 1463 körül I. Mátyás magyar király a mai város helyén építtette fel Koš várát, melyet a török csak 1500 körül tudott elfoglalni. A török uralom idején az egész Neretva völgye elnéptelenedett. 
A 17. század végén 1684. novemberében a Velencei Köztársaság hadserege a felkelt dalmáciai horvát lakosság segítségével kiűzte a törököt és felépítette Forte Opus erődjét. November 19-én bevették a térség akkori legjelentősebb török erődjét Kula Norinskát is, bebiztosítva ezzel a katonai ellenőrzést a Neretva völgye felett. 1714 végén a török újra hadat üzent Velencének. Minthogy a velenceiek nem akarták, hogy a mai hercegovinai mai határ túloldalán állt Čitluk vára újra török kézre kerüljön lerombolták azt, az ottani lakosságot pedig 1716-ban Opuzenen és környékén telepítették le. A település kikötő- és vásáros helyként csakhamar az Alsó-Neretvamente központja lett.
A velencei uralomnak 1797-ben vége szakadt és osztrák csapatok vonultak be Dalmáciába. A város első iskolája 1798. május 28-án nyílt meg, 1845-ig az egyetlen iskola volt a Neretva mentén. 1806-ban az osztrákokat legyőző franciák uralma alá került, de Napóleon lipcsei veresége után 1813-ban újra az osztrákoké lett. A napóleoni uralom idején épült a várost Metković-csal összekötő út. A 19. század közepétől amíg Metković gyorsan fejlődött Opuzen fejlődése stagnált. 1857-ben 725, 1910-ben 1455 lakosa volt. 1918-ban az új szerb-horvát-szlovén állam, majd később Jugoszlávia része lett. 1941-ben elkészült az Opuzent Metković-csal összekötő vasútvonal. A II. világháború idején a Független Horvát Állam része volt. A háború után megélénkült a gazdasági fejlődés. A meliorációs munkák következtében növekedett a megművelhető terület a Neretva deltavidékén. A Neretva Mezőgazdasági és Ipari Kombinát mezőgazdasági nagyüzemmé fejlődött, fő tevékenysége a gyümölcs- és zöldségtermesztés. A városnak 2011-ben 2729 lakosa volt, akik főként mezőgazdaságból éltek.

## Népesség
| Lakosság változása | Lakosság változása | Lakosság változása | Lakosság változása | Lakosság változása | Lakosság változása | Lakosság változása | Lakosság változása | Lakosság változása | Lakosság változása | Lakosság változása | Lakosság változása | Lakosság változása | Lakosság változása | Lakosság változása | Lakosság változása |
| ------------------ | ------------------ | ------------------ | ------------------ | ------------------ | ------------------ | ------------------ | ------------------ | ------------------ | ------------------ | ------------------ | ------------------ | ------------------ | ------------------ | ------------------ | ------------------ |
| 1857               | 1869               | 1880               | 1890               | 1900               | 1910               | 1921               | 1931               | 1948               | 1953               | 1961               | 1971               | 1981               | 1991               | 2001               | 2011               |
| 512                | 547                | 630                | 816                | 928                | 1.004              | 928                | 963                | 1.165              | 1.270              | 1.470              | 1.742              | 2.308              | 2.778              | 2.730              | 2.729              |

## Nevezetességei
- Szent István vértanú tiszteletére szentelt plébániatemploma 1883-ban épült egy kisebb templom helyén, melyet 1716-ban építettek ugyancsak Szent István tiszteletére. Szent István eredetileg az itteniek származási helyének Čitluknak a védőszentje volt. A mai plébániatemplomot 1884-ben áldották meg, de berendezése 1897-ig tartott. Felszentelése 1897. június 13-án volt. A templom fehér kövekből épült neoklasszicista stílusban, latin kereszt alaprajzzal. Belseje barokk elemeket tartalmaz gazdagon díszített márvány oltárokkal. Hátsó részén magasodik a 30 méteres harangtorony, mely a város pecsétjén is szerepel. Belül többször átalakították. 1972-ben a szentélyt rendezték át az újabb liturgikus előírásoknak megfelelően. Ekkor állították fel a főoltár elé a szembemiséző oltárt, megszüntetve az addigi oltár élőépítményt, melynek anyagát részben az oltár menzájában, részben az ambóban és a keresztelőmedencében használták fel. 1966-ban a fából épített kórust bontották el, helyette új beton kórust építettek, ahol 1969-ben helyezték el az új orgonát, Jenk ljubljanai orgonaépítő mester alkotását. A főoltárt Emil Vecchietti spliti építész tervei szerint carrarai márványból készítette Bilinić spliti mester. Két oldalán Szent István és Szent Rókus szobrai láthatók. A kereszthajó jobb oldalán áll a fehér márvány Szűz Mária oltár, melyet 1932-ben emeletek a régi barokk oltár helyén. Ante Jurjević és Ante Dujmović spliti mesterek munkája. Az oltáron a Szűzanya 18. századi képe látható, ismeretlen mester alkotása. A kép a nép körében nagy tiszteletben áll. A Szűz Mária oltárral szemben a kereszthajó másik végében áll a Szent Antal oltár, Pavao Bilinić alkotása 1894-ből. A szentély átalakítása során hátsó részében alakították ki a sekrestyét. A templomot díszítő szobrok közül a Kis Jézusról nevezett Szent Teréz szobra 1931-ben, a Jézus szíve és a Mária szíve szobrok 1935-ben, a Szent István szobor 1980-ban készült. A szentély falán Szent István megkövezését ábrázoló nagyméretű festmény látható, mely Filippo Naldi itáliai mester alkotása 1752-ből. Érdekessége, hogy a Szent Istvánt megkövezőket török ruhában ábrázolja.

- Opuzen közelében Podgradina település felett találhatók Brštanik középkori várának maradványai.[4] Brštanikot a 13. században építették egy római erőd alapfalain. 1382-ben I. Tvrtko bosnyák király megerősíttette. Ebben az időben a vár alatt vásáros hely és sóraktárak voltak, a folyóparton pedig hajóépítő műhely működött. 1395 után már sem a várat sem a vásáros helyet nem említik a középkori források. A várat 15. században lerombolta a török, de 1686-ban a velenceiek újjáépítették és 1878-ig őrség állomásozott benne. 1886-tól kolerás betegeket ápoltak itt. 1938-ban a vár sajnálatosan leégett, azóta csak a romjai láthatók

- A Brštanik várától északnyugatra fekvő temetőben álló Szent Rókus templom a 18. század második felében épült. 1759-ben a Legszentebb Oltáriszentség Testvériségének szabályzatában említik először. 1893-ban négy méterrel meghosszabbították és két méterrel megemelték. A homlokzat tetején áll három harang számára kialakított harangtornya, a homlokzat rózsaablakát, az ablakokat, valamint a kapuzat kőkeretét Petar Juričević korčulai mester faragta. Ekkor vásárolták Tirolból Szent Rókus szobrát is. A templom étépítését a bejárat feletti tábla örökíti meg. A templomban két festmény található, melyek Jézus szívét és Mária szívét ábrázolják. Mindkettő Filippi veronai mester alkotása 1855-ből. 1972-ben az újabb liturgikus előírásoknak megfelelően rendezték át a szentélyt és szembemiséző oltárt állítottak. A régi oltárkép a Szeplőtelen fogantatás, Szent Rókus és Keresztelő Szent János alakjával ismeretlen mester alkotása az oltár mögötti falra került. A beton kórust 1967-ben építették.

- A Mária Mennybevétele tiszteletére szentelt pravoszláv templomot 1739-ben építették, de egy idő után hívei elhagyták. Maradványaiból alakították ki 1888-ban a községháza épületét.

- A Neretva deltájában végzett meliorációs munkák obeliszk alakú emlékműve a folyóparton áll. 1885-ben emelték. A városi parkban egy másik emlékmű is áll, melyet 1975-ben avattak fel a „mocsárvilág feletti győzelem” emlékére. Dragan Popović és Mate Pečić helyi mesterek alkotása.

## Gazdaság
Lakói hagyományosan a mezőgazdaságból éltek. A II. világháború után megélénkült a gazdasági fejlődés. A meliorációs munkák következtében növekedett a megművelhető terület a Neretva deltavidékén. A Neretva Mezőgazdasági és Ipari Kombinát mezőgazdasági nagyüzemmé fejlődött, fő tevékenysége a gyümölcs- és zöldségtermesztés.

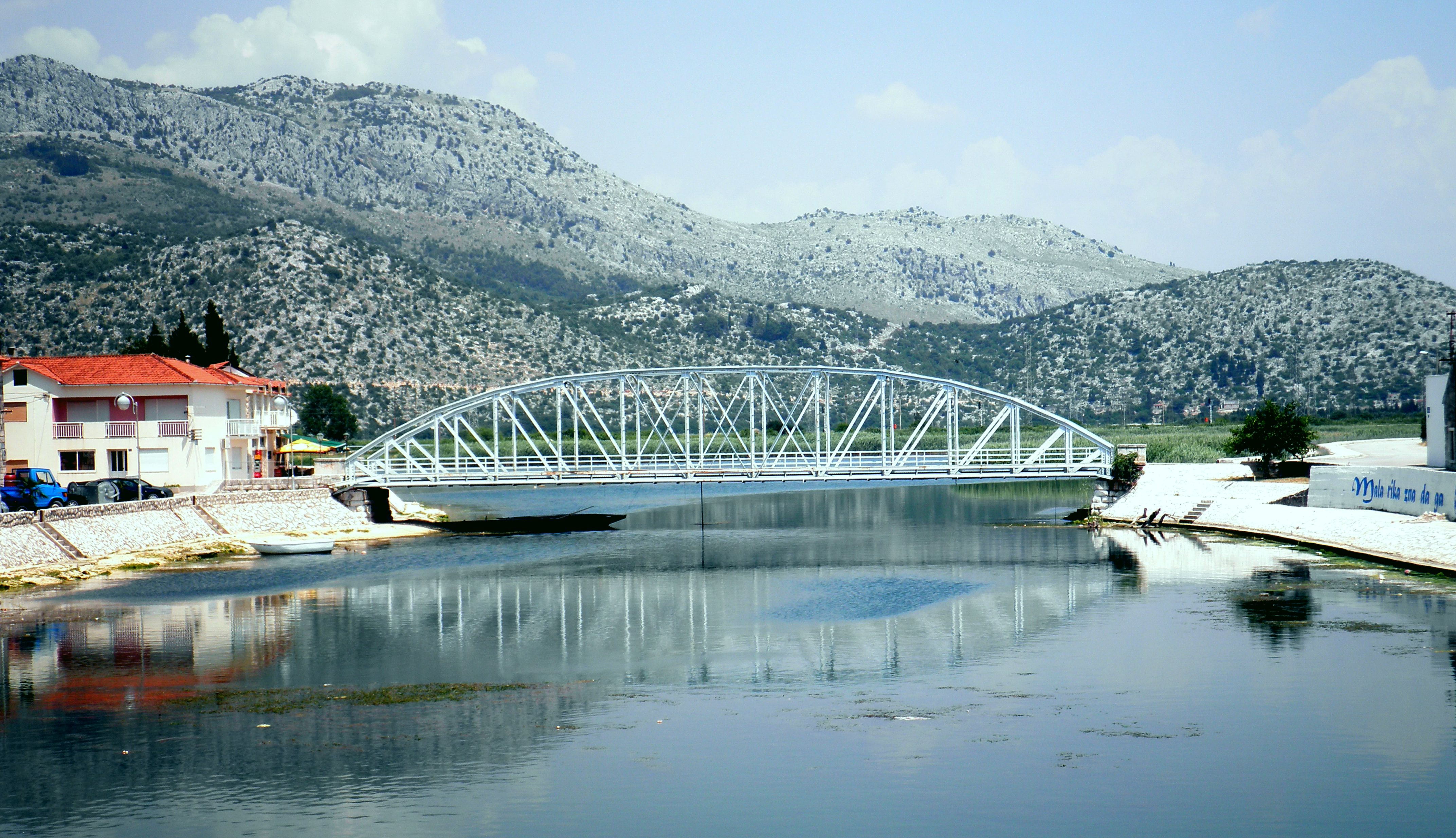
A Kis-Neretva hídja Opuzennél.

## Kultúra
A település kulturális életében nagy szerepük volt a különféle egyesületeknek. Ilyen volt a "Hrvatska neretvanska sloga", melyet 1890-ben alapítottak és 1925-ben szűnt meg. A helyi olvasókört 1908-ban alapították és 1914-ben szűnt meg a működése. További egyesületek voltak a "Hrvatski sokol", "Jugoslavenski sokol", "Hrvatski katolički orao", "Hrvatsko kuturno društvo Napredak", "Seljačka sloga" és mások. A vallási egyesületek közül ki kell emelni a "Vječnog Ružarija" és a "Društvo Srca Isusova" egyesületeket. Ma is működik az 1759-ben Stjepan Blašković makarskai püspök kezdeményezésére alapított "Bratovština Presvetog Sakramenta", azaz a Legszentebb Oltáriszentség Testvérisége, mely a Neretva térségének legrégibb vallásos egyesülete. Tagjai a legkülönbözőbb társadalmi rétegekből érkeztek az egyszerű földművestől a jelentős személyiségekig. Az egyesület ma is mintegy harminc tagot számlál.

## Oktatás
A város első iskolája 1798. május 28-án nyílt meg, 1845-ig az egyetlen iskola volt a Neretva mentén. 1840-ig a tanárok kizárólag papok voltak. Az iskola a 19. század második felében már két osztállyal működött. 1888-ban megnyitották a leány iskolát, majd 1895-ben egyesítették a fiúiskolával. Az iskola 1912-ig magánházakban működött, ekkor épült fel a községházával szemben az új iskolaépület. 1967-ben az iskola Stjepan Filipović nevét vette fel. Mivel kicsinek bizonyult a megnövekedett tanulói létszám számára 1981-ben az épületet bővítették. 
A városban 1905-ben ipari iskola néven fonóiskolát alapítottak, ahol kosárfonást, később pedig bútorfonást oktattak. A kevés tanuló miatt az iskola 1959 október 1-jén beszüntette korábbi működését és mezőgazdasági iskolaként működött tovább. Néhány év után érdeklődés hiányában ez is megszűnt. 
A podgradinai iskolát 1922-ben alapították. Kezdetben magánházakban működött, majd a kultúrház felépülése után oda költözött. 1981-ben átköltözött az új iskolaépületbe.

## Sport
- A "Neretvanac" labdarúgó klubot 1932-ben alapították.
- Az RK "Mandarinko Opuzen" kézilabdaklub 1977-ben alakult
- A ŽRK "Neretvanka Opuzen" női kézilabdaklubot 1989-ben alapították.